# جيف بلات
جيف بلات هو لاعب هوكي الجليد كندي، ولد في 10 يوليو 1985 في ميسيساغا في كندا.

## وصلات خارجية
- جيف بلات على موقع دوري الهوكي الوطني (الإنجليزية)
- جيف بلات على موقع دوري الهوكي للقارات (الإنجليزية)
- جيف بلات على موقع EliteProspects.com (الإنجليزية)
- جيف بلات على موقع Eurohockey.com (الإنجليزية)
- جيف بلات على موقع HockeyDB.com (الإنجليزية)
- جيف بلات على موقع Hockey-Reference.com (الإنجليزية)